# Damaralärka
Damaralärka (Spizocorys starki) är en fågel i familjen lärkor inom ordningen tättingar.

## Utseende och läte
Damaralärkan är en medelstor till liten, kompakt lärka med en kraftig, ljus näbb som verkar svullen och en tofs på huvudet som ofta är rest. Fjäderdräkten är relativt ljust, ovantill sandbrun med otydliga mörka streck och undertill vitaktig med mycket svag streckning på bröstet. Ansiktet är ostreckat med tydligt ögonbrynsstreck. Sången som utförs i sångflykt innehåller drillar, visslingar och tjirpande ljud.

## Utbredning och systematik
Fågeln förekommer från sydvästligaste Angola till Namibia, sydvästra Botswana och nordvästra Sydafrika. Den behandlas som monotypisk, det vill säga att den inte delas in i några underarter. Genetiska studier från 2023 visar att damaralärkan är systerart till artparet rosanäbbad lärka och svartmaskad lärka.

## Levnadssätt
Damaralärkan hittas i torra gräsmarker på slätter. Den föredrar områden med grus snarare än sand. Fågeln har ett nomadiskt leverne och kan uppträda i små till mycket stora flockar efter regn, ibland tillsammans med finklärkor och fältsparvar. Den ses ofta sitta i skuggan under dagens hetta, med tofsen rest, näbben öppen, ögonen halvöppna och vingarna sänkta för att underlätta avkylning.

## Status
Arten har ett stort utbredningsområde och beståndet anses stabilt. Internationella naturvårdsunionen IUCN listar den därför som livskraftig (LC).

## Namn
Fågelns vetenskapliga artnamn hedrar Arthur Cowell Stark (1846-1899), brittisk naturforskare och samlare av specimen som dödades under belägringen av Ladysmith under Andra boerkriget.